# Mstinia
Mstinia es un género de foraminífero bentónico de la subfamilia Chernyshinellinae, de la familia Tournayellidae, de la superfamilia Tournayelloidea, del suborden Fusulinina y del orden Fusulinida. Su especie tipo es Mstinia bulloides. Su rango cronoestratigráfico abarca el Viseense (Carbonífero inferior).

## Discusión
Clasificaciones más recientes incluyen Mstinia en la subfamilia Mstiniinae, de la familia Mstiniinae, de la superfamilia Mstinioidea, del suborden Tournayellina, del orden Tournayellida, de la subclase Fusulinana y de la clase Fusulinata.

## Clasificación
Mstinia incluye a las siguientes especies:
- Mstinia bulloides †
- Mstinia fursenkoi †
- Mstinia modavensis †
- Mstinia orientalis †
- Mstinia polyedrica †
- Mstinia tchernyshevi †
- Mstinia tranninhensis †
- Mstinia triangula †
- Mstinia ziganensis †

En Mstinia se ha considerado el siguiente subgénero:
- Mstinia (Condrustella), aceptado como género Condrustella